# Babacar Niasse
Babacar Niasse (Dakar, 20 december 1996) is een Senegalese doelman die sinds 2019 uitkomt voor CD Tondela.

## Carrière
Niasse genoot zijn opleiding in de Senegalese Aspire Academy en maakte in 2015 de overstap naar de Belgische zusterclub KAS Eupen. Daar werd hij de doublure van eerste doelman Hendrik Van Crombrugge. In zijn eerste seizoen dwong Niasse mee de promotie af naar Eerste klasse. Hij maakte op 10 september 2016 zijn eersteklassedebuut toen hij in de wedstrijd tegen Sporting Charleroi na 39 minuten de geblesserde Van Crombrugge kwam vervangen.
In de zomer van 2019 ruilde Niasse na vier jaar Eupen in voor de Portugese eersteklasser CD Tondela. In zijn eerste seizoen was hij er tweede doelman na clubicoon Cláudio Ramos. Na het vertrek van Ramos naar FC Porto in augustus 2020 nam hij diens positie van eerste doelman over. Uiteindelijk nam de meer ervaren Pedro Trigueira zijn plaats als eerste doelman in.

## Clubstatistieken
| Seizoen         | Club            | Land              | Competitie         | Competitie | Competitie | Beker | Beker | Supercup | Supercup | Europees | Europees | Totaal | Totaal |
| Seizoen         | Club            | Land              | Competitie         | Wed.       | Dlp.       | Wed.  | Dlp.  | Wed.     | Dlp.     | Wed.     | Dlp.     | Wed.   | Dlp.   |
| --------------- | --------------- | ----------------- | ------------------ | ---------- | ---------- | ----- | ----- | -------- | -------- | -------- | -------- | ------ | ------ |
| 2015/16         | KAS Eupen       | Vlag van België   | Proximus League    | 13         | 0          | 0     | 0     | —        | —        | —        | —        | 13     | 0      |
| 2016/17         | KAS Eupen       | Vlag van België   | Jupiler Pro League | 6          | 0          | 5     | 0     | —        | —        | —        | —        | 11     | 0      |
| 2017/18         | KAS Eupen       | Vlag van België   | Jupiler Pro League | 8          | 0          | 2     | 0     | —        | —        | —        | —        | 10     | 0      |
| 2018/19         | KAS Eupen       | Vlag van België   | Jupiler Pro League | 3          | 0          | 3     | 0     | —        | —        | —        | —        | 6      | 0      |
| 2019/20         | CD Tondela      | Vlag van Portugal | Primeira Liga      | 5          | 0          | 1     | 0     | —        | —        | —        | —        | 6      | 0      |
| 2020/21         | CD Tondela      | Vlag van Portugal | Primeira Liga      | 17         | 0          | 0     | 0     | —        | —        | —        | —        | 17     | 0      |
| 2021/22         | CD Tondela      | Vlag van Portugal | Primeira Liga      | 6          | 0          | 5     | 0     | —        | —        | —        | —        | 11     | 0      |
| Carrière totaal | Carrière totaal | Carrière totaal   | Carrière totaal    | 58         | 0          | 16    | 0     | 0        | 0        | 0        | 0        | 74     | 0      |

Bijgewerkt t/m 23 februari 2022.